# 天辰正守

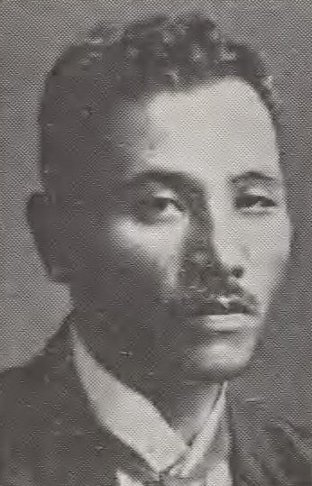
天辰正守

天辰 正守（あまたつ まさもり、1886年（明治19年）8月19日 – 1963年（昭和38年）8月2日）は、大正から昭和期の弁護士、政治家。衆議院議員（立憲政友会）。

## 経歴
鹿児島県薩摩郡平佐郷天辰村（平佐村、川内町、川内市を経て現在の薩摩川内市天辰町）で、医師・天辰登雲の二男として生まれた。医師の道を避けて1917年（大正6年）京都帝国大学法科大学法律学科（独法）を卒業。福岡地方裁判所所属の弁護士となった。その後、判事となり、那覇地方裁判所判事、鹿児島地方裁判所判事、熊本地方裁判所判事を歴任した。1923年（大正12年）に退官し、衆議院嘱託として欧米各地を視察した。翌年に帰国し、再び弁護士を鹿児島市で開業した。1927年（昭和2年）鹿児島県会議員に選ばれ、参事会員にも選出された。冨吉榮二の勧誘を受け労働農民党に所属した。
1932年（昭和7年）第18回衆議院議員総選挙に出馬し当選。1936年（昭和11年）にも補欠当選を果たした。
その他、第一産業無尽株式会社や鹿児島無尽株式会社（ともに現在の南日本銀行）の社長を務めた。